# Miss Universo 2001

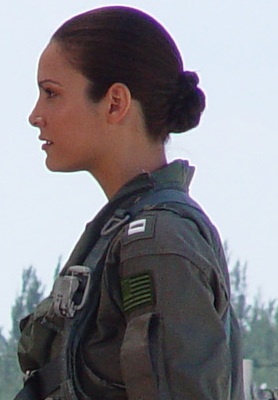
Denise Quinõnes, Miss Universo 2001

Miss Universo 2001 foi a 50° edição do concurso Miss Universo, realizada em 11 de maio de 2001 no Coliseo Rubén Rodríguez, em Bayamón, Porto Rico. Denise Quiñones, Miss Porto Rico, foi coroada em casa vencendo outras 76 candidatas dos cinco continentes.
A edição de aniversário de meio século do concurso, é considerada uma das mais polêmicas da história, desde as muito criticadas apresentadoras Naomi Campbell e  Elle MacPherson,indo aos rumores de que a  Miss França era um mulher transexual   e à Miss Brasil, que causou manchetes ao confessar que já havia passado por 19 operações plásticas, todas no ano anterior.

## Evento
Após a primeira conferência de imprensa com todas as candidatas, os jornalistas e fãs elegeram a sua favorita destacada à coroa, a Miss Grécia Evelina Papantoniou. Alta, magra, classuda e com uma passarela fenomenal – apelidada de "Evelina Walk" (O andar de Evelina) – a grega parecia aquilo que a organização do concurso procurava há tanto tempo para representá-la mundialmente. Porém,durante as preliminares, porém, algumas fotos suas nuas foram divulgadas na internet, o que para analistas pode ter sido a causa de sua derrota final.  As outras principais favoritas eram a Miss Nigéria, Agbani Darego – que seria coroada Miss Mundo meses depois – Miss Venezuela Eva Ekvall,que faleceria 10 anos depois,vítima de um câncer de mama, as misses Espanha, Israel, Rússia, Nicarágua e a Miss Suécia Malin Olsson, filha de mãe portuguesa, que apesar de ser considerada o rosto mais bonito de todas as candidatas,pesava o fato de ser baixa (1,63m) . Além destas, na lista de favoritas, havia a dona da casa, Denise Quinõnes.
Quinõnes, a anfitriã, apesar de inquestionavelmente bela, acabou recebendo um tratamento especial de "celebridade" dos organizadores locais, o que causava desconforto nas outras candidatas. Apesar de sempre sorridente e cordial com as demais concorrentes, nunca se aproximou das outras candidatas. Transformada pela imprensa porto-riquenha na "mulher a ser batida", sempre a comparavam superiormente com as outras, especialmente as favoritas misses Venezuela e Grécia, a quem diminuíam. 
O Top 10 foi formado com Porto Rico, Venezuela, Grécia, EUA, Espanha, Nigéria, Israel, Índia, Rússia e França. Darego, da Nigéria, futura Miss Mundo, foi a primeira nigeriana a chegar a uma semifinal do Miss Universo. Prejudicada por um desfile em traje de banho aonde por questões culturais optou por um maiô ao invés de um biquíni,que foi usado pelas outras nove semifinalistas, não conseguiu avançar para o Top 5, que foi formado por Porto Rico, Índia, EUA, Venezuela e Grécia.
Após uma rápida conversa com as candidatas,foram feitas as perguntas finais, o resultado foi anunciado com Miss Índia em 5º, Miss Venezuela em 4º, Miss EUA em 3º e a vitória de Denise Quinõnes, a quarta de Porto Rico na história do concurso,sendo a primeira em casa. Com desfiles de traje de noite e de traje de banho perfeitos, ela anulou a grega Evelina Papantoniou e sua passada,naquele que é considerado por analistas como talvez o melhor da história do Miss Universo. A vitória de Quinõnes foi comemorada nas ruas pelo povo porto-riquenho como se fosse a conquista da Copa do Mundo FIFA. 
Denise Quinõnes tornou-se uma Miss Universo bastante popular, fazendo um grande trabalho especialmente no mundo latino; após passar a coroa no ano seguinte, seguiu a carreira de atriz, participando de diversos seriados de televisão e peças de teatro nos Estados Unidos e na América Latina.

## Resultados
| Colocação                | Candidata                                                                  | País                                         |
| ------------------------ | -------------------------------------------------------------------------- | -------------------------------------------- |
| Miss Universo 2001       | Denise Quiñones                                                            | Porto Rico                                   |
| 2º lugar                 | Evelina Papantoniou                                                        | Grécia                                       |
| 3º lugar                 | Kandace Krueger                                                            | Estados Unidos                               |
| 4º lugar                 | Eva Ekvall                                                                 | Venezuela                                    |
| 5º lugar                 | Celina Jaitley                                                             | Índia                                        |
| Semifinalistas (Top 10): | Eva Siso-Casals Agbani Darego Ilanit Levy Oxana Kalandyrets Élodie Gossuin | Espanha · Nigéria · Israel · Rússia · França |
| Premiações especiais     |                                                                            |                                              |
| Miss Simpatia            | Nakera Simms                                                               | Bahamas                                      |
| Miss Fotogenia           | Denise Quiñones                                                            | Porto Rico                                   |
| Melhor Traje Típico      | Sa-rang Kim                                                                | Coreia do Sul                                |
| Melhor Traje de Banho    | Denise Quiñones                                                            | Porto Rico                                   |
| Prêmio Estilo Clairol    | Denise Quiñones                                                            | Porto Rico                                   |

## Candidatas
Em negrito, a candidata eleita Miss Universo 2001. Em itálico, as semifinalistas.
| - África do Sul - Jo-Ann Strauss - Alemanha - Claudia Bechstein - Angola - Hidianeth Cussema - Antígua e Barbuda - Janil Bird - Argentina - Romina Incicco - Aruba - Denise Balinge - Bahamas - Nakera Simms (MS) - Bélgica - Dina Tersago - Bolívia - Claudia Arano - Botswana - Mataila Sikwane - Brasil - Juliana Borges - Bulgária - Ivaila Bakalova - Canadá - Cristina Remond - Chile - Carolina Gómez - Chipre - Stella Demetriou - Cingapura - Jamie Teo - Colômbia - Maria Noceti - Coreia do Sul - Sa-rang Kim (TT) - Costa Rica - Paola Hutt - Croácia - Maja Cecic-Vidos - Curaçao - Fatima St. Jago - Egito - Sarah Shaheen - El Salvador - Grace Zabaneh - Equador - Jessica Bermidez - Eslovénia - Minka Alagi - Espanha - Eva Siso-Casals (SF) - Estados Unidos - Kandace Krueger (3°) - Estónia - Inna Roos - Filipinas - Zorayda Andam (2° TT) - Finlândia - Heidi Willman - França - Élodie Gossuin (SF) - Gana - Precious Agyare - Grécia - Evelina Papantoniou (2°) - Guatemala - Rosa Castañeda - Honduras - Olenka Fuschich (3° TT) - Hungria - Agnes Helbert - Ilhas Caimã - Jacqueline Bush - Ilhas Virgens Americanas - Lisa Wynne - Ilhas Virgens Britânicas - Kacy Frett | - Índia - Celina Jaitley (5°) - Irlanda - Lesley Turner - Israel - Ilanit Levy (SF) - Itália - Stefania Maria - Iugoslávia - Ana Jankovic - Jamaica - Zahra Burton - Japão - Misao Arauchi - Líbano - Sandra Rizk - Malásia - Tung Mei Chin - Malta - Rosalie Thewma - Marianas Setentrionais - Janet King - México - Jacqueline Bracamontes - Nicarágua - Ligia Roa - Nigéria - Agbani Darego (SF) - Noruega - Linda Marshall - Nova Zelândia - Kateao Nehua - Países Baixos - Reshma Roopram - Panamá - Ivette Cordovez - Paraguai - Rosemary Britez - Peru - Viviana Rivasplata - Polónia - Monika Gruda - Porto Rico - Denise Quiñones (1°, MF, MM, EC) - Portugal - Telma Santos - República Dominicana - Claudia Cruz - República Eslovaca - Zuzana Basturova - República Tcheca - Petra Kocarova - Rússia - Oxana Kalandyrets (SF) - Suécia - Malin Olsson - Suíça - Mahara McKay - Tailândia - Warinthorn Padungvithee - Taipé Chinesa - Hsin Ting Chiang - Trinidad e Tobago - Alexia Charlerie - Turcas e Caicos - Shereen Gardiner - Turquia - Sedef Avci - Ucrânia - Yuliya Linova - Uruguai - Carla Piaggio - Venezuela - Eva Ekvall (4°) - Zimbabwe - Tsungai Muskwakwenda |

- Duas candidatas não competiram: Shakima Stoutt, das Ilhas Virgens Britânicas, por ter idade inferior ao mínimo permitido (18 anos) e Oxana Fedorova, da Rússia, substituída por não aceitar interromper seus exames para a escola de treinamento do Ministério do Interior russo.[4] Fedorova participaria do evento no ano seguinte e conquistaria o título, do qual foi destronada após quatro meses de reinado.[5]

## Jurados[3]
- Mini Anden – modelo sueca
- Kel Gleason – participante do reality show Survivor
- Marc Bouwer – estilista
- Veronica Webb – modelo norte-americana
- Richard Johnson – colunista do New York Post
- Dayanara Torres – Miss Universo 1993
- Tyson Beckford – modelo norte-americano
- Marc Anthony – cantor porto-riquenho

## Fatos
- A Miss Nigéria Agbani Darego venceria mais tarde o Miss Mundo 2001.[3]
- Élodie Gossuin, Miss França, após rumores de que era transexual, venceu no mesmo ano o Miss Europa.[3]
- Uma das principais polêmicas desta edição foi a presença de dois porto-riquenhos no corpo de jurados, o cantor Marc Anthony e a Miss Universo 1993 Dayanara Torres que eram casados na época – o que supostamente teria favorecido Denise. Entretanto,pela primeira vez na história, a tábua de votações do evento, tornada pública dias depois, mostrou que apenas dois – Anden e Gleason – dos oito jurados, preferiam a Miss Grécia e todos os outros seis votaram por Quinõnes.[3]
- Nenhuma outra edição do Miss Universo teve a presença de tantos ícones do concurso quanto esta. Para comemorar o 50º aniversário do evento, a Miss Universe Organization convidou para participar dele Anne Marie Pohtamo (Miss Universo 1975 – Finlândia), Deborah Carthy-Deu (Miss Universo 1985 – Porto Rico), Lupita Jones (Miss Universo 1991 – México), e duas venezuelanas, Irene Sáez (Miss Universo 1981) e Bárbara Palacios (Miss Universo 1986). Além delas, a norte-americana Brook Lee (Miss Universo 1997) serviu como co-apresentadora especial da edição para a televisão. [3]
- Miss Venezuela, Eva Ekvall, 4ª colocada, morreu em dezembro de 2011, aos 28 anos, depois de lutar por mais de um ano contra um câncer de mama.[6]